# Тумор на Вилмс
Туморът на Вилмс (Wilms) е най-честият бъбречен тумор в детската възраст. Лекува се посредством операция, химиотерапия и лъчетерапия.